# Jaume Asens
Jaume Asens, né le 29 mars 1972 à Barcelone, est un avocat et homme politique espagnol.

## Biographie
Il est diplômé en droit (1995) et en philosophie (1999) de l'Université de Barcelone et en sciences politiques et sociales de l'Université Pompeu Fabra (1999). Il a commencé à travailler comme avocat pénaliste en 1995. Il s'est spécialisé dans la défense des droits humains, dans les mouvements sociaux et dans la lutte contre la corruption.
Sur le plan politique, il est un des premiers signataires du manifeste fondateur de Podemos et faisait partie du premier « Conseil des citoyens » du parti. Il a été par ailleurs responsable des Droits de l'homme du parti.
Le 26 juin 2014, avec l'activiste Ada Colau et le professeur Joan Subirats, ils ont présenté la plateforme « Guanyem Barcelona ». Cette initiative a été le point de départ de la candidature d’Ada Colau aux Élections municipales de 2015 a mairie de Barcelone avec la création du parti Barcelone en commun.
Jaume Asens est élu et devient le troisième adjoint d’Ada Colau, délégué aux Droits de la citoyenneté, à la Culture, à la Participation et à la Transparence. Il a aussi été conseiller du district de Sants-Montjuïc (2015-16) et ensuite du district de Sarrià-Sant Gervasi (2016-19). Il a aussi été député provincial à la Députation de Barcelone.
Le 12 mars 2019, il a été élu à la tête de la candidature d’En Comú Podem pour la Catalogne aux élections générales après un processus de primaire parmi les militants du parti. Sa candidature s’inscrit dans la coalition Unidas Podemos. Les différentes listes en Catalogne d’En Comú Podem obtiennent 614 738 voix et sept sièges, moins que lors des élections de 2016 où il y avait 12 sièges pour la coalition en Catalogne. Ce résultat lui permet cependant d’être élu député.